# IC 4659
IC 4659 — галактика типу NF (в процесі підтвердження) у сузір'ї Змієносець.
Цей об'єкт міститься в оригінальній редакції індексного каталогу.